# ヴァイルハイム・イン・オーバーバイエルン
ヴァイルハイム・イン・オーバーバイエルン（ドイツ語: Weilheim in Oberbayern、公式表記は Weilheim i.OB, ドイツ語発音: [ˈva‿ilha‿im]）は、ドイツ連邦共和国バイエルン州オーバーバイエルン行政管区のヴァイルハイム＝ショーンガウ郡の郡庁所在地。ヴァイルハイムは中級中心都市であり、バイエルン・オーバーラントのプファッフェンヴィンケル地方の最も重要な都市の一つである。

## 地理

### 位置
ヴァイルハイムは、北のミュンヘン、南のガルミッシュ＝パルテンキルヒェンの間にあたるアルプス前山地方に位置している。市内をイーザル川の支流であるアンマー川が流れている。

### 市の構成
本市は、公式には 16の地区 (Ort) からなる。このうち小集落や孤立農場などを除く集落を以下に列記する。
- ドイテンハウゼン
- マルンバッハ
- ウンターハウゼン
- ヴァイルハイム・イン・オーバーバイエルン

## 歴史
「Wilhain」村に関する文献上最初の記録は、ローマ王（ドイツ王）で後に神聖ローマ皇帝となるハインリヒ2世・フォン・バンベルクの1010年4月16日の文書である。この年、彼はヴァイルハイムの農場をポリング修道院に寄贈したのである。しかし、この街の起源はこれよりもずっと古く、ヴァイルハイムという名前もローマ人の荘園付き別荘 (Villa) の近くにある家 (Heim) を意味する。ブレンナーからパルテンキルヒェンを経由してアウクスブルクに至るローマ街道が、現在の市域を通っていた。1080年頃からヴァイルハイムを名乗る貴族家が現れるが、1312年に断絶している。1236年から市壁の前触れとなる木柵が造られ始めた。中世には、ヴァイルハイムは何度も大火に襲われた。1611年、アンマー川沿いに筏流しのための集積地が設けられた。バイエルン選帝侯領の世俗化に伴い、1802年にヴァイルハイムのフランシスコ会修道院が廃止された。

### 宗教
11,000人強の住民の半数以上がカトリック信者である。約5,000人がプロテスタント、残りはその他の宗教または無宗教である。

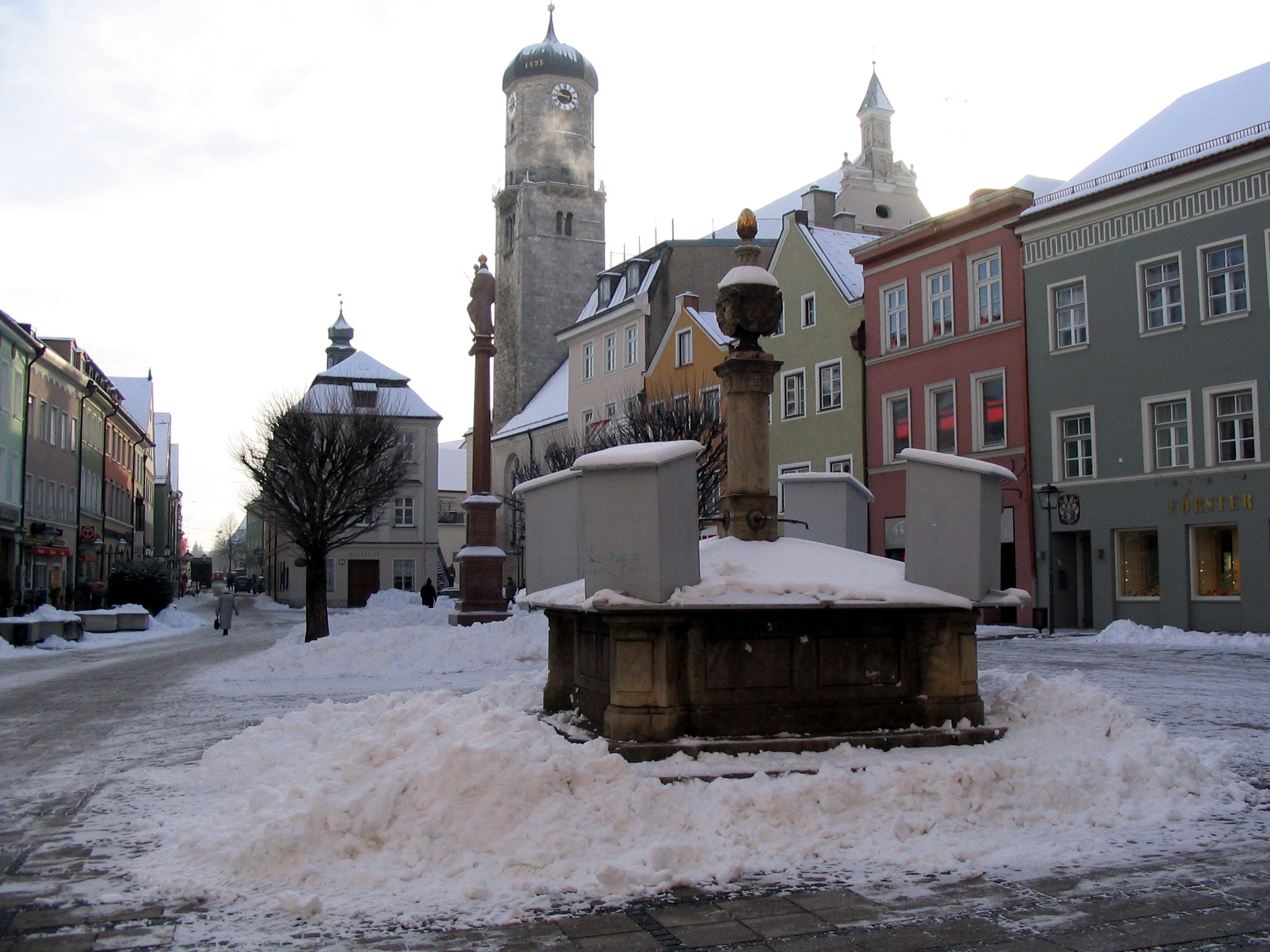
マリア広場。画面中央の塔がマリア被昇天教会の塔である。

この街はアウクスブルク司教区のヴァルトハイム＝オーバーラント司教区ヴァイルハイム首席司祭区に属している。市教区教会はマリア被昇天教会、市南部のそれは聖ペルテン教会である。この他に聖霊教会やその他の小さな教会がある。ドイテンハウゼン区には洗礼者聖ヨハネ教区教会、マルンバッハ区には聖ミヒャエル教区教会、ウンターハウゼン区には苦しみの聖母教区教会が、それぞれある。以上5つの教会はいずれもヴァイルハイム教区共同体として相互に連携しあっている。
プロテスタント・ルター派教会は、使徒教会教区およびヴァイルハイム監督管区が運営している。この教区はシュテルンベルク湖からツークシュピッツェまでを管轄している。使徒教会は新しいオルガンを有していることで知られ、また2008年からはリーメンシュナイダー作の祭壇の一部であるシュトゥッパハの聖母を所有してもいる。

### 人口推移
- 1910年 5,249人
- 1950年 11,158人
- 1960年 12,308人
- 1970年 14,444人
- 1980年 17,101人
- 1990年 18,294人
- 2000年 20,863人

## 行政
市議会は、30議席からなる。第1市長はマルクス・ロート (B.F.W.)、第2市長はインゴ・レーメシュ (SPD) である。

### 紋章
ヴァイルハイム市の紋章には、3つの塔を有し、扉を開けた市門が描かれている。この紋章は1320年頃に皇帝ルートヴィヒ4世から市に下賜されたものである。これ以前の紋章も分かっており、それには三日月と3つの星が描かれている。この古い紋章は市庁舎の北側に見ることができる。

### 姉妹都市
- ナルボンヌ（フランス、オード県）

この姉妹都市関係は1965年のできごとを端緒とする。ナルボンヌのボーイスカウトがヴァイルハイム近郊でキャンプを行った際、洪水が起こった。この時ヴァイルハイム市民がボーイスカウトを手助けし、親しい交際が始まった。これから1971年にナルボンヌで姉妹都市協定書に署名がなされ、1974年にヴァイルハイムで確認された。1988年から毎年7月の第1週末にヴァイルハイムのマリア広場で「フランス週間」が、ヴァイルハイム営業組合の提案により運営されている。また、姉妹都市のナルボンヌでは2年ごとにバイエルン週間が開催されている。こうした祭のたびに相互の姉妹都市の高位者が参加している。
さらにヴァイルハイム市はずっと以前からドイツ海軍のヴァイルハイムと名付けられた掃海艇（フランケンタール級 332）と姉妹関係にある。1958年2月4日に命名され、やがて退役した同名の先代艦艇はヴィルヘルムスハーフェンのドイツ海軍博物館で見ることができる。この姉妹関係は当時の国防大臣フランツ・ヨーゼフ・シュトラウスの提案に基づいて成立し、ヴァイルハイム市はこれを支持した。この船の錨は古い市壁の近くに置かれており、見ることができる。

## 経済と社会資本

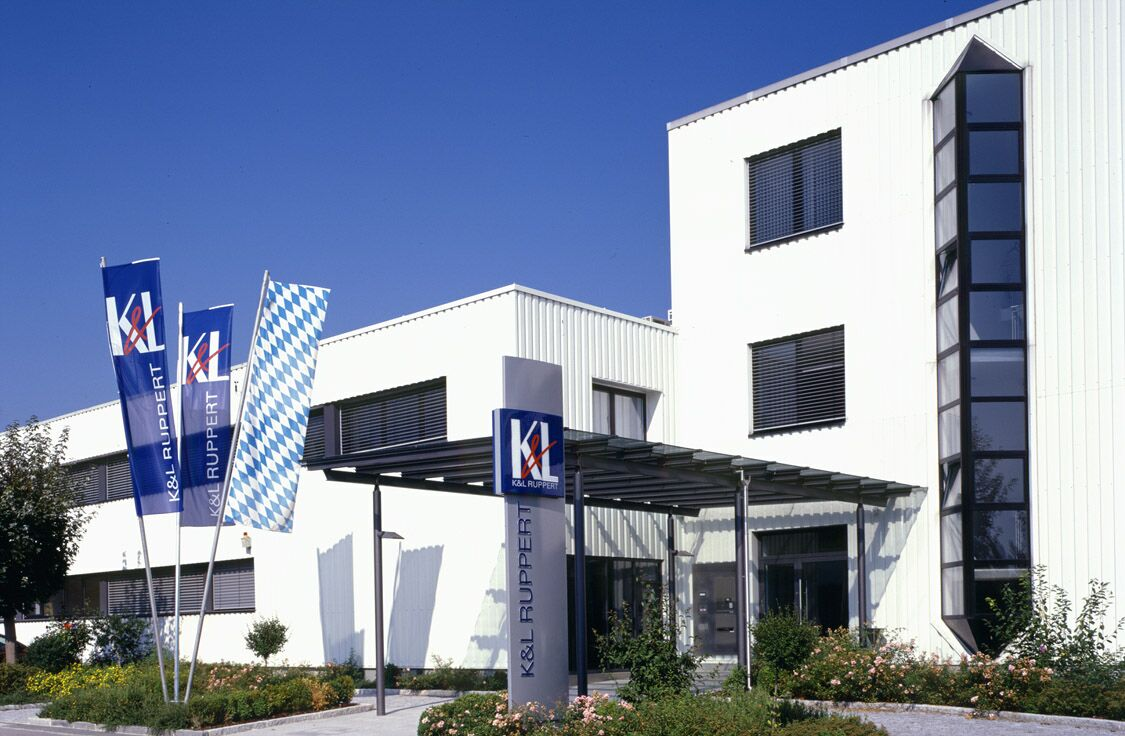
K&L Ruppert 本社

ヴァイルハイムには中規模企業が拠点を置いているため、失業率は低い。最も重要な交通標識メーカーの Bremicker Verkehrstechnik はその一つである。さらに WTW Wissenschaftlich Technische Werkstätten GmbH もこの街に本社を置いている。この会社は1945年にカール・E.スレフォクト博士によって創設された、現在世界中で活動している水質分析器メーカーである。Zarges は1933年にヨーロッパ初の軽金属建築のメーカーとしてシュトゥットガルトで設立され、戦前にヴァイルハイムに移転した。K&L Ruppertは南ドイツで重要な繊維販売企業である。Firma Weila-Erd GmbH は1989年に小さな肥土販売店として設立された。現在この会社はドイツ全土で最大の肥土と肥料の販売業者の一つである。
南西部には多くの商社や大規模販売店のあるトリフトホーフ商工業地区がある。北部では、エーフェルル産業地区やパラダイス産業地区に工業団地があり、またノイトハルト・ショッピングパークには大規模小売店がある。
ヴァイルハイムのダッハスブロイ・ヴァイルハイムは郡内で最後に残った独立したブルワリーである。ライスティングの旧宇宙管制センターに近いリヒテナウ地区にはドイツ航空宇宙センターの人工衛星地上局がある。

### 交通
ヴァイルハイム駅は5つの路線の乗換駅である。この駅からはミュンヘン行きやガルミッシュ＝パルテンキルヒェン経由でミッテンヴァルト行きやインスブルック行きの電化路線が出ている。さらに、ヴァイルハイムはショーンガウ行きのプファッフェンヴィンケル鉄道（シュヴァーベン・アルゴイ鉄道）やゲルテンドルフ経由アウクスブルク行きのアンマーゼー鉄道の出発点でもある。定期列車は1時間間隔で運行している。
連邦道B2号線はシュタルンベルク経由でミュンヘンに至る。反対の南方面はムルナウを経由してガルミッシュ＝パルテンキルヒェンに通じている。連邦道B472号線は市境からわずか数km南をショーンガウからバート・テルツ方面へ走っている。最寄りのアウトバーンのインターチェンジはA95号線のゼースハウプト・インターチェンジで、約20km東にある。

### 公共機関
鉄道の乗換地点であるヴァイルハイムには多くの学校が存在する。市内には、基礎課程学校 2校（アンマーシューレとハルトシューレ）、本課程学校 1校（ヴィルヘルム・コンラート・レントゲン・ハウプトシューレ）、実科学校 1校、ギムナジウム 1校に職業学校 1校がある。第2の進学課程は専門高等学校と職業高等学校が担っている。さらには、農業専門学校、特別学校、市民大学、およびミュンヘン手工業会議所の職業教育・技術センターがある。
ヴァイルハイム市内には、市立博物館、市庁舎、郡青少年連合、郡庁、市民大学、図書館、音楽学校、市立劇場、州の建築局、水利経済局、警察本部、区裁判所、税務署、登記所といった役所がある。刑務所は1980年代に廃止され、音楽学校に改築された。

### スポーツ
ヴァイルハイムのスポーツはクラブ活動が主である。TSV 1847 ヴァイルハイムは3,500人の会員を擁し、この町の主導的な立場にある長い伝統を有しているスポーツクラブである。このクラブでは、レジャースポーツから高度の能力を要求される競技スポーツまで、20以上に分かれた様々な分野のスポーツを楽しむことができる。このクラブの男子サッカー部門はクライスリーガ（郡リーグ）でプレーしている。この他に、POST SV Weilheim、ESV Weilheim、Svl Weilheim、あるいは各市区単位のクラブといった小さなスポーツクラブもある。ヴァイルハイムには、テニスクラブが1つと、テニス、スカッシュ、バドミントンの3つの有料クラブがある。また、ダンス・バレエではSuse Ryck（クラシック・バレエ）とChristine Reiner（クラシックおよびモダン・バレエ）の2つのバレエ・ダンススタジオがある。この他、市内のあちらこちらに様々なスポーツ施設がある。小規模なサッカースタジアム、ペタンク場、BMXコースなどもある。ディートルホーフ湖の天然水浴場とヤーン通りの室内プール、多くの遊歩道や自転車道、インラインスケート・コースが幅広いニーズに応えている。ヴァイルハイム市は2004年からアンマーシューレに隣接してオートキャンプ場を設けている。

### 音楽
ヴァイルハイム市およびその周辺地域はインディーズで活動する多くのバンドのふるさとである。たとえば、ザ・ノットウィスト、13&God、タイド・アンド・ティクルド・トリオ、コンソール（13&Godのシンセサイザー奏者マルティン・ゲッチュマンによるソロ・プロジェクト）、Technical Yawn、ラリ・プナといった名前が挙げられる。国際的に有名なジャズミュージシャンのヨハネス・エンダースはヴァイルハイム出身である。1998年にハラルト・ガントによって結成され、ドイツ全土に出演している政治風刺カバレット劇「Zeit-Lupe」はヴァイルハイムを本拠としている。旧刑務所は増改築され、現在音楽学校となっている。モーツァルトと同時代の古典派作曲家アントン・コッパウアー（1745年 – 1804年）は市の文書官を本業とするヴァイルハイム出身者であった。ヴァイルハイム室内管弦楽団は、30年以上も春と秋にコンサートを開催している。

### 建築

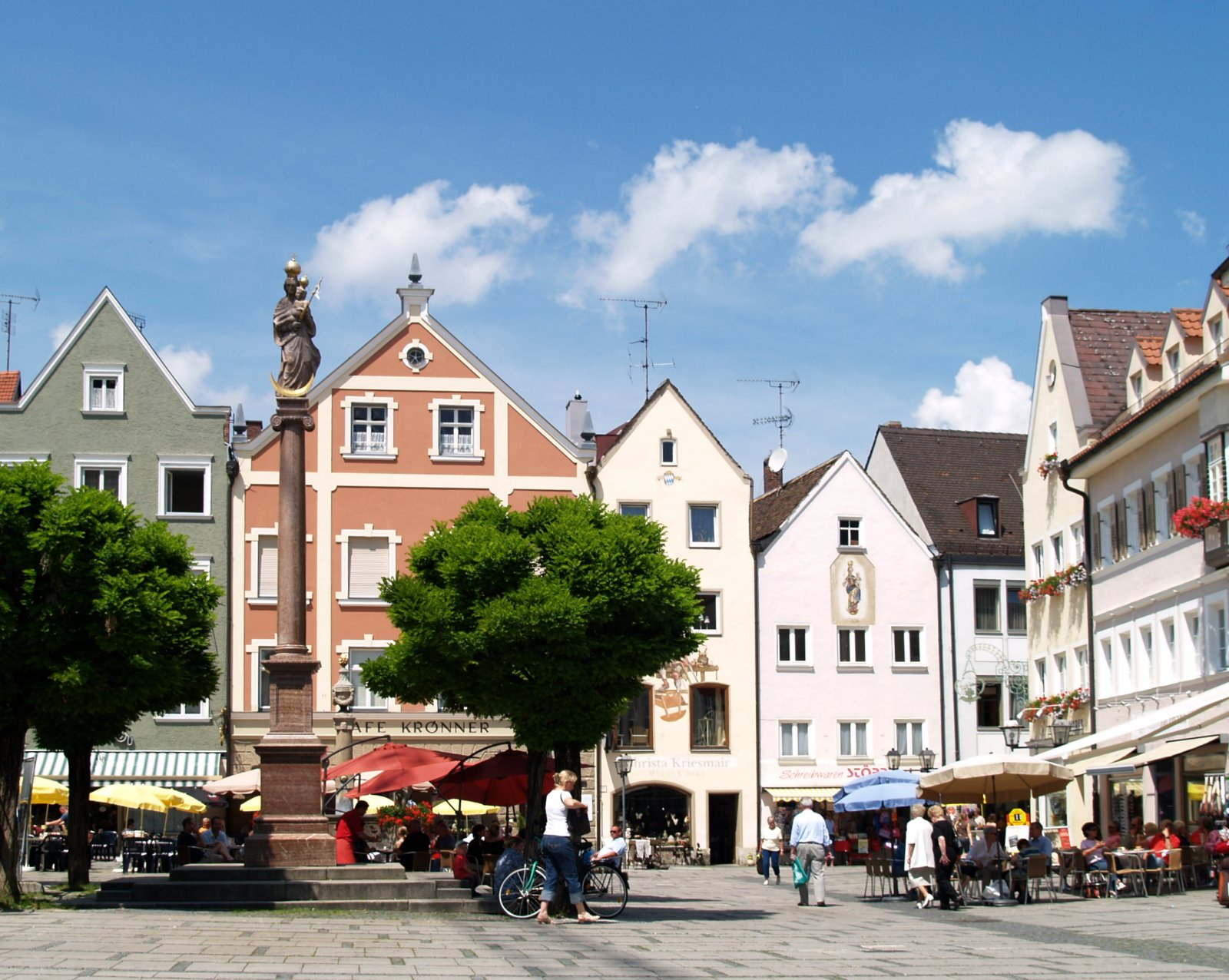
マリア像が建つマリア広場

市壁と現在は公園になっている堀跡はその一部が保存されている。駅に対する砲撃以外にこの街に戦争被害はなかった。市立博物館（プファッフェンヴィンケル博物館とも呼ばれる）はマリア広場沿いの旧市庁舎に入っている。博物館はすでに1882年から存在していたが、1966年に現在の建物に移転した。展示作品は、主に彫刻、家具と手工芸品、絵画、この地域の先史時代や古代の史料、風俗資料である。クリッペ一式（キリスト生誕の場面を象ったジオラマで、クリスマス飾りに用いる）や2つの農家の寝室もここに展示されている。博物館のロビーでは、様々な芸術家の作品展が開催される。
この街の装飾作品の一つが、ルネサンスからバロックへの移行期の様式であるマニエリスム様式でH.クルムパーによって建設された市教区教会である。この教会にはヴェッソブルン派の装飾や、南ドイツの貴重な天井画であるエリアス・ブライターによる素晴らしいフレスコを有している。2004年に包括的な修復がなされたこの教会は、ドイツ最大の聖体顕示台であるヨーゼフ・アントン・キプフィンガー作の「ヴルツェル・イェッセ聖体顕示台」をも有している。司教区教会には2004年に鋳造された6つの鐘が備え付けられている。市の中心であるマリア広場のマリア像は、I.デクラーによって建てられた。この他に聖ザルファートール墓地教会や1441年作のフレスコを持つゼバスティアン教会がある。聖三位一体施療教会は1826年から1827年にレオンハルト・シュミットナーの設計に基づいて古典主義様式で建設された。

### 年中行事
この街の重要な催し物には、7月第1週末のヴァイルハイム営業組合主催の「フランス週間」、キリスト被昇天祭とペンテコステの月曜日との間に開催される市民祭、バイエルンの夏祭りの開始として開催される文化祭「ヴァイルクルト」、2年に1度ごと10月初めに開催されるオーバーラント展示会がある。さらに年に5回大規模な市場が開催される。ガリマルクト（10月第2日曜日）、アンドレアスマルクト（11月最後の日曜日）、ヴァイフナハツマルクト（クリスマス市、アドヴェント第1週）、パルムマルクト（聖枝祭前の日曜日）、ヨハニスマルクト（6月最後の日曜日）である。

### グルメ
かつてヴァイルハイムはブロイヴァストルというブルワリーで広く知られていた。また、オーバーブロイというビール製造者もあった。現在ではダッハスブロイが唯一のビール製造者である。このブルワリーの上面発酵のヴァイツェンビールは特に州全土で知られている。

## 人物

### 出身者
- フランツ・フォン・ヒッパー提督（1863年 - 1932年）第一次世界大戦当時の帝国海軍外洋艦隊最後の総司令官、提督。市内中心部には彼の名前がつけられた通りがある。
- アンドレアス・ゲルリッツ（1982年 - ）サッカー選手
- トーマス・ミュラー（1989年 - ）サッカー選手

### ゆかりの人物
- ミヒャエル・ホルム（1943年 - ）歌手、作曲家、音楽プロデューサー。ヴァイルハイム在住。

## その他
ヴァイルハイムは、自動電話交換システムの故郷である。1923年5月16日、世界で初めて自動電話交換機による通信施設網がこの街に設けられ、電話交換サービスに拠らない電話網への第一歩が踏み出されたのである。また、バイエルンで最初の修道院から独立した薬局は、1561年にヴァイルハイムで開業した。ここには現在市立薬局が建っている。

## 引用
1. ↑  https://www.statistikdaten.bayern.de/genesis/online?operation=result&code=12411-003r&leerzeilen=false&language=de Genesis-Online-Datenbank des Bayerischen Landesamtes für Statistik Tabelle 12411-003r Fortschreibung des Bevölkerungsstandes: Gemeinden, Stichtag (Einwohnerzahlen auf Grundlage des Zensus 2011)
2. ↑  Max Mangold, ed (2005). Duden, Aussprachewörterbuch (6 ed.). Dudenverl. p. 832. ISBN 978-3-411-04066-7
3. ↑  Bayerische Landesbibliothek Online
4. 1 2  Georg Paula, Stefanie Berg-Hobohm: Landkreis Weilheim-Schongau: Denkmäler in Bayern., Karl M Lipp Verlag München 2003, Band 2, Seite 528
5. ↑  ヴァイルハイム年代記: 近世初期, 2009年10月29日 閲覧
6. ↑  ヴァイルハイム年代記: 近代, 2009年10月29日 閲覧